# 차랑고
차랑고(Charango)는 안데스 지방의 현악기로, 줄이 10개인 현악기이다. 원래는 아르마딜로 가죽으로 만들었지만, 요즘엔 나무로 만든다. 스페인의 침략으로 들어온 악기 중, 비우엘라를 변형시켜 만들었다고 한다. 